# 巴尔贝斯-罗什舒阿尔站
巴尔贝斯-罗什舒阿尔站（法語：Barbès - Rochechouart）是巴黎地鐵2號線和巴黎地鐵4號線的一個交匯車站，位於巴黎9區、巴黎10區和巴黎18區的交界處，得名於巴尔贝斯大道和玛格丽特·德·罗什舒阿尔站大道。巴尔贝斯-罗什舒阿尔站所在地在歷史上曾有一座城門。

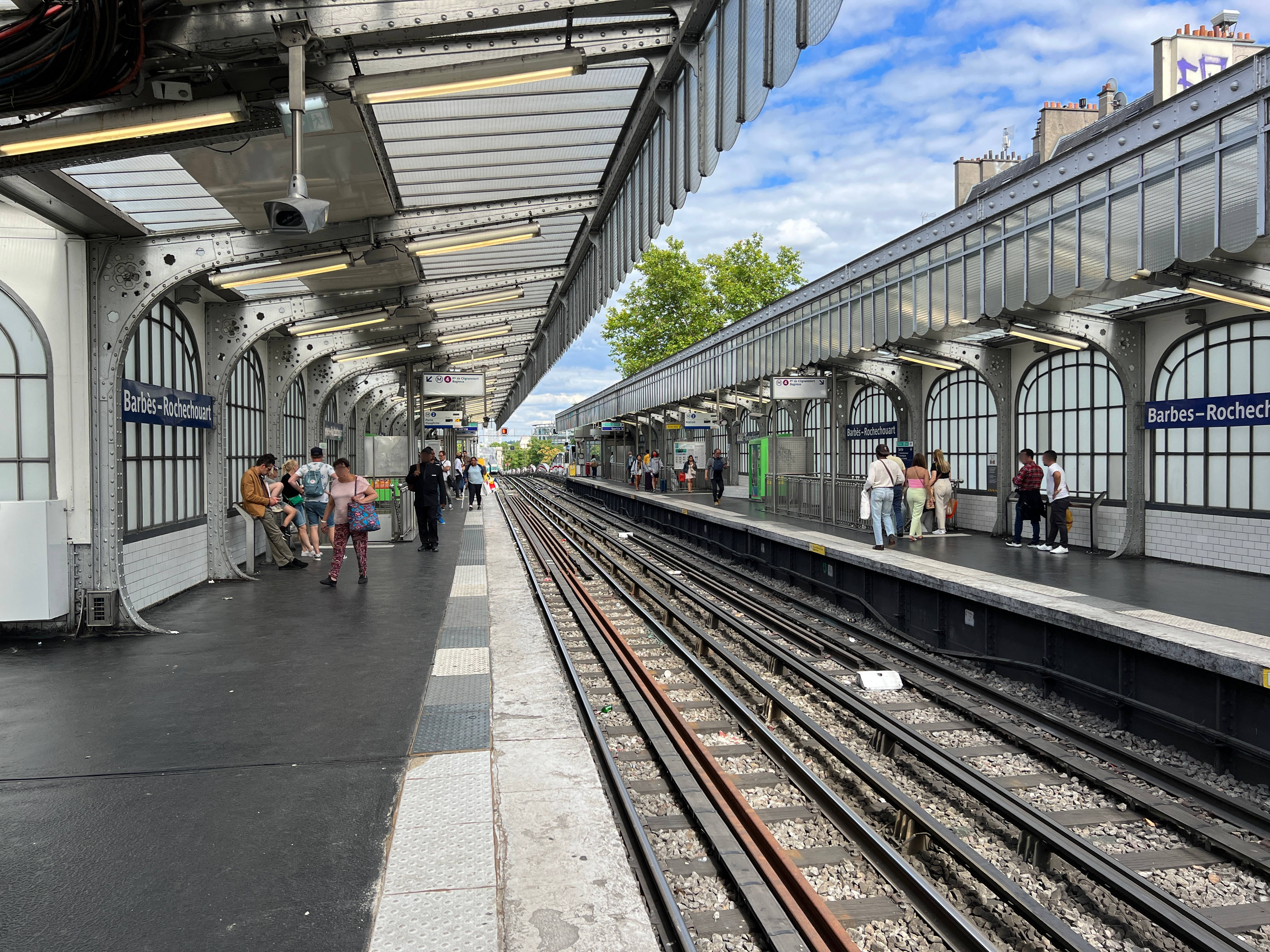
2號線月台 (2022年7月)

## 車站結構
| 2號線月台 | 側式月台，右側開門 | 側式月台，右側開門               |
| 2號線月台 | 西行               | 往太子妃门（安特衛普）           |
| 2號線月台 | 東行               | 往民族廣場（拉沙佩勒）           |
| 2號線月台 | 側式月台，右側開門 |                                  |
| 1F        | 2號線月台連接夾層  |                                  |
| 街道      |                    |                                  |
| B1        | 4號線月台連接夾層  |                                  |
| 4號線月台 | 側式月台，右側開門 | 側式月台，右側開門               |
| 4號線月台 | 北行               | 往克利尼昂库尔门（紅堡）         |
| 4號線月台 | 南行               | 往巴涅-露西·奧布拉克（巴黎北站） |
| 4號線月台 | 側式月台，右側開門 |                                  |